# Amazing Travel DNA
《Amazing Travel DNA》 是由AZALEA於2019年12月11日所發售的第三張單曲。

## 概要
AZALEA的第三張單曲，同時也是與手遊《Love Live! 學園偶像祭》的合作單曲。

## 收錄歌曲
- CD部分
  - 全作詞：畑亞貴

  1. Amazing Travel DNA [1]
    - 作曲、編曲：山田竜平（日语：山田竜平）

  2.  （空中戀愛論）
    - 作曲、編曲：Kohei by SIMONSAYZ（日语：Kohei by SIMONSAYZ）

  3.  （迷宮世界）
    - 作曲、編曲：黒川陽介（日语：黒川陽介）

  4. Braveheart Coaster（Off Vocal）
  5. （Off Vocal）
  6. （Off Vocal）

## 外部連結
- Lantis網站上的介紹 （页面存档备份，存于）（日語）